# Élections locales jordaniennes de 2022
Les élections locales jordaniennes de 2022 ont lieu le 22 mars 2022 afin de renouveler pour quatre ans les conseillers des municipalités, localités et gouvernorats de Jordanie. Le scrutin a lieu un an plus tard que prévu à la suite de la pandémie de Covid-19.
Un total de 4 602 135 électeurs sont appelés à se rendre aux urnes pour départager 4 820 candidats aux postes de maire, de conseiller municipal ou de conseiller gouvernoral. La capitale Amman dispose notamment d'un statut propre en tant que Municipalité du Grand Amman,.
La participation au niveau national s'établit à 29,64 %. Elle dépasse 60 % dans les gouvernorats d'Ajloun et de Mafraq mais reste inférieure à 15 % à Amman.